# Firing Blanks Unreleased Ride Recordings 1988–95
Albums de Ride
OX4 The Best of Ride
(2001) Live Reading Festival 1992
(2001)
Firing Blanks Unreleased Ride Recordings 1988–95 est une compilation de morceaux inédits du groupe anglais Ride, parue en 2001 dans le Box Set 3 CD consacré au groupe.

## Titres
Tous les titres ont été écrits par Ride, sauf mention contraire.
1. Something's Burning (Gardener) – 3:13
2. Chelsea Girl [4 Track Demo] – 2:31
3. Blue – 4:47
4. Dreams Burn Down – 8:17
5. She's So Fine (Andy Bell) – 5:01
6. New Age (Lou Reed) (reprise du Velvet Underground) – 6:09
7. Tongue Tied – 5:35
8. Everybody Knows – 2:05
9. I'm Fine Thanks – 4:03
10. Xmas Song – 1:53
11. King Bullshit – 3:08
12. Smile [4 Track Demo] – 3:09
13. Welcome to Paradise (Gardener/Rieley) – 5:22
14. In a Different Place (Differently) – 6:49
15. Barneys – 2:56